# Авериас

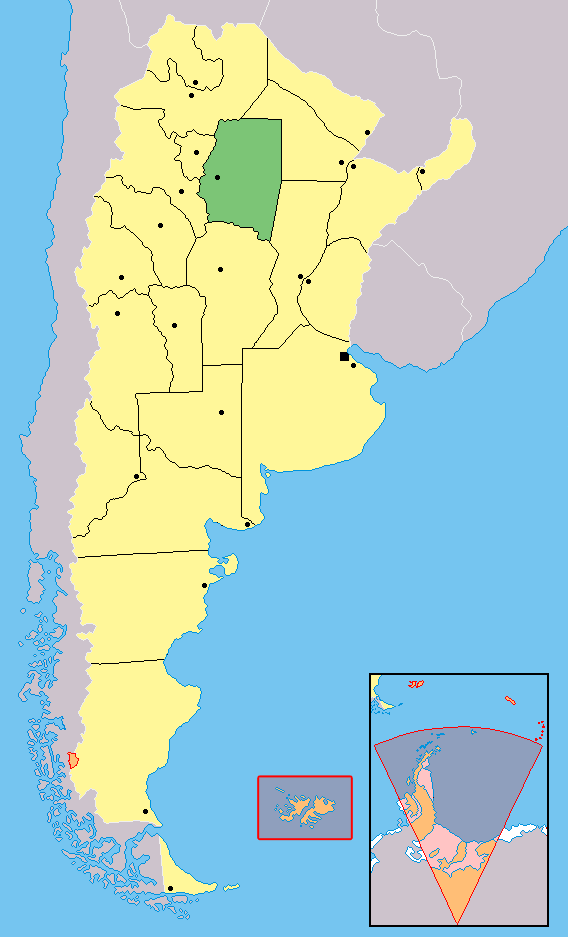
Провинция Сантьяго-дель-Эстеро (Аргентина)

Культура Авериас существовала в период 1200—1500 гг. н. э. на территории аргентинской провинции Сантьяго-дель-Эстеро.
Культура находилась под сильным влиянием андской зоны.
Создавали урны с мифологическими рисунками, очень абстрактными по виду, лишь отдалённо напоминающими реальные предметы.
Керамика очень совершенная по форме и оформлению. Цвета — более яркие и живые, чем у культуры Сунчитуйок — красный, чёрный, белый и кремовый.